# Franz-Schalk-Medaille in Gold

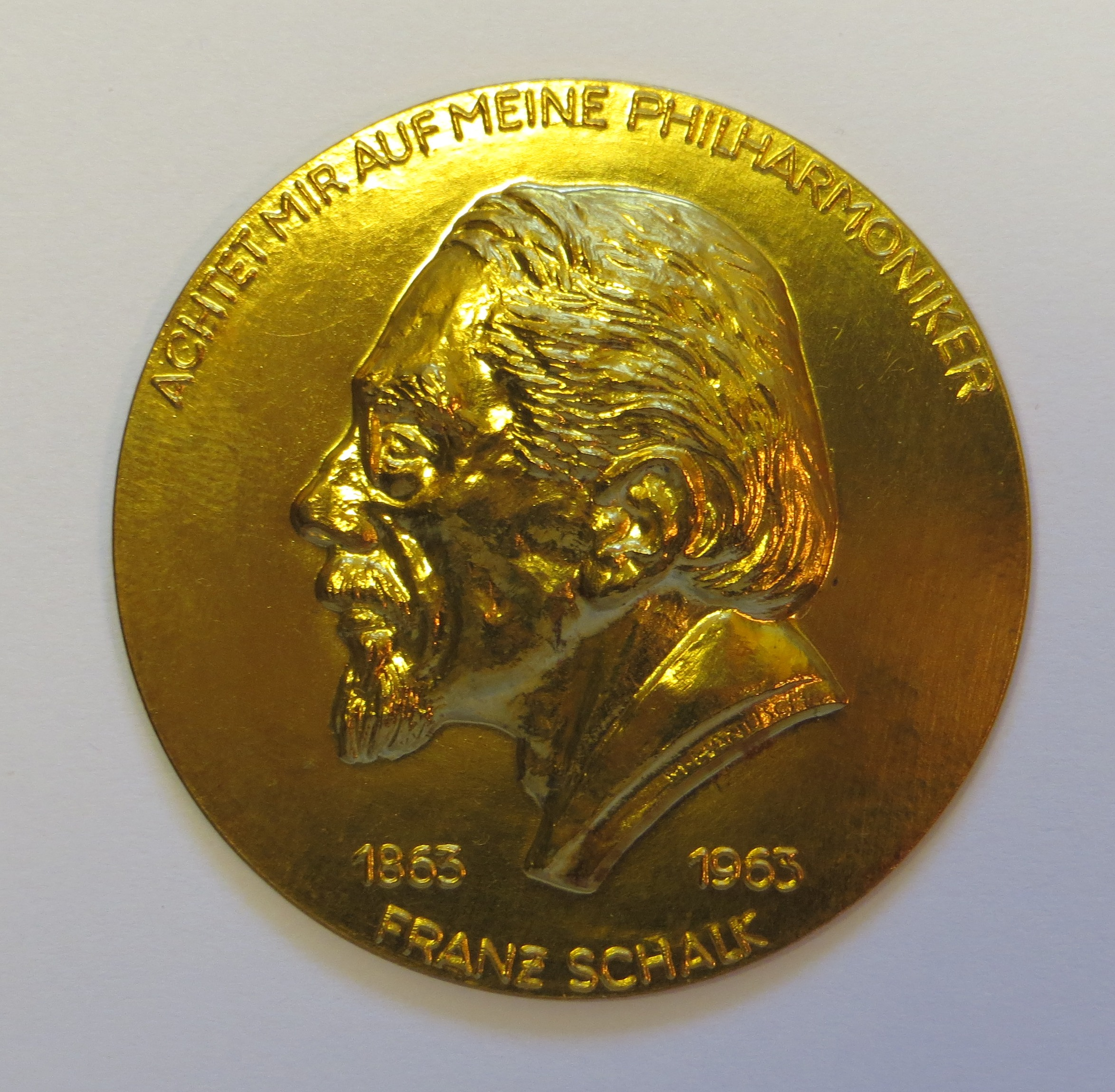

Die Franz-Schalk-Medaille in Gold ist eine Ehrung, die seit 1963 von den Wiener Philharmonikern verliehen wird.
Sie ist nach dem Dirigenten, ersten Direktor der Wiener Staatsoper und Mitgründer der Salzburger Festspiele Franz Schalk benannt, der 1963 seinen 100. Geburtstag gefeiert hätte.

## Verleihungskriterien und Motto
Die Medaille wird an Persönlichkeiten verliehen „die sich in besonderer und über ‚normale‘ berufliche oder geschäftliche Beziehungen hinausgehender Weise Verdienste um unser Orchester erworben haben“.
Das Motto der Ehrung ist „Achtet mir auf meine Philharmoniker“ – der angeblich letzte Satz von Franz Schalk.
Es gibt mehrere Varianten der Medaille, sie war nicht immer in Gold gehalten.

## Preisträger (Auswahl)
Die Jahresangaben beziehen sich jeweils auf das Datum der Verleihung und nicht des Beschlusses der Vergabe.
- 1965: Franz Salmhofer

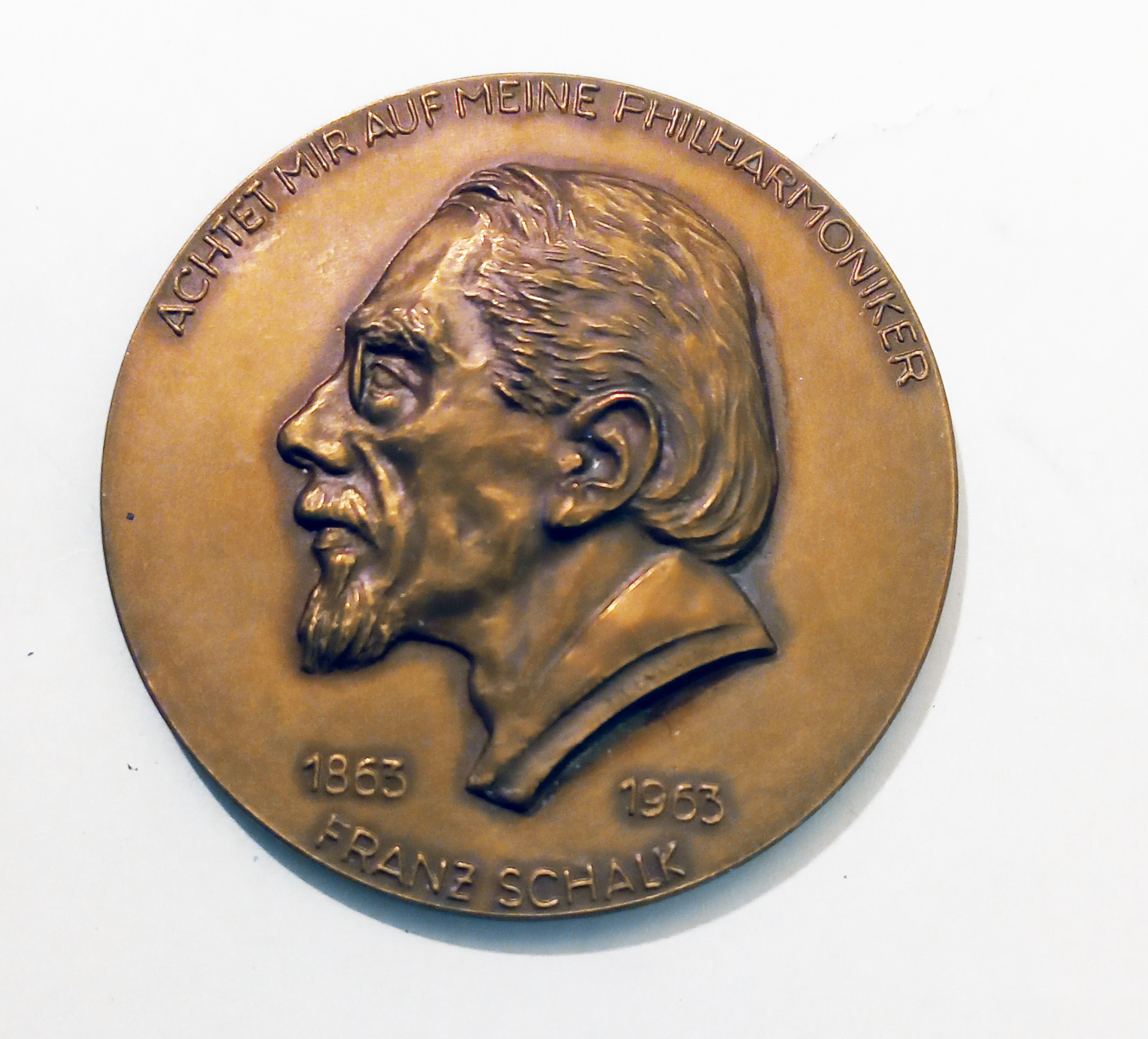
1965 verliehene Medaille an Franz Salmhofer

- ?: Alfred Moser, Präsident der Salzburger Festspiele 1983–1989
- ?: Karl Lausecker, Verkehrsminister
- 1988: Gustav Teicht, Präsident des Wiener Roten Kreuzes und seit 1981 Syndikus der Wiener Philharmoniker
- 1992: Christopher Raeburn, langjähriger Aufnahmeleiter von Decca Records
- 1992: Alfred Planyavsky, langjähriger Kontrabassist der Wiener Philharmoniker und Autor der Geschichte des Kontrabasses
- 1999: Judith Arron, Leiterin der Carnegie Hall (Posthum dem Witwer überreicht, weil Judith Arron am 18. Dezember 1998 verstarb)
- 1990: Franz Mailer, Kulturjournalist, Autor und Präsident der Wiener Johann Strauss-Gesellschaft
- 2002: Ioan Holender, Direktor der Wiener Staatsoper von 1992 bis 2010
- 2003: Franz Schausberger, Salzburger Landeshauptmann 1996–2004
- 2003: Walter Cronkite, US-Journalist
- 2004: Peter Radel, ehem. Generalsekretär bzw. Kaufmännische Direktor des ORF, in mehreren Aufsichtsgremien österreichischer Kulturinstitutionen tätig
- 2005: Michael Häupl, Wiener Bürgermeister seit 1994
- 2008: Christian Konrad, Raiffeisen Generalanwalt